# Bodová mříž

Modré body jsou mřížovými body dané mříže

Dvourozměrná mříž, jejíž body tvoří vrcholy rovnostranných trojúhelníčků

Bodová mříž nebo krátce mříž či mřížka je v matematice, zejména v teorii grup a v geometrii, označení pro diskrétní podgrupu vektorového prostoru nad reálnými čísly. Prvky této podgrupy se nazývají mřížové body či mřížové vektory a jsou celočíselnými lineárními kombinacemi několika vektorů z báze mříže.
Teorie mříží má své aplikace jak v teoretické matematice (Lieovy algebry, teorie čísel), tak ve fyzice (například krystalická struktura) a informatice (kódování, kryptografie).

## Formální definice
Nechť jsou dány lineárně nezávislé vektory {\displaystyle b_{1},\dots ,b_{m}} z vektorového prostoru {\displaystyle \mathbb {R} ^{n}}. Pak se bodovou mříží s bází {\displaystyle \{b_{1},b_{2},\ldots ,b_{m}\}} rozumí množina
{\displaystyle \Gamma :=\langle b_{1},\dots ,b_{m}\rangle _{\mathbb {Z} }:=\left\{\left.\textstyle \sum \limits _{i=1}^{m}a_{i}b_{i}\ \right|\,a_{i}\in \mathbb {Z} \right\}}